# CRAN
CRAN es un acrónimo de Comprehensive R Archive Network para el lenguaje de programación R.